# Генрі Сміт (1620-1668)
Генрі Сміт (англ. Henry Smith; 1620—1668) — член парламенту Англії і один з убивць короля Карла I.

## Біографія
Народився в Віткоуті, графство Лестершир, в 1620 році. Його батьками були Генрі Сміт (народився в 1589 року) і Фрайдсвайд (Фрітсджойс) Райт. Навчався в Оксфордському університеті та Лінкольнс Інн. Був одружений з міс Голланд.
У 1640 році Генрі Сміт був обраний членом парламенту від Лестерширу.
У грудні 1649 року брав участь як уповноважений член Вищої судової палати для суду над Карлом I на суді над Карлом I, був 19-м з 59-ти тих, хто підписав смертний вирок королю.
Після Реставрації в 1660 році Генрі Сміт був притягнутий до суду за вбивство короля. Так, 7 лютого 1662 року він був "прийнятий в адвокатуру" або дослівно викликаний до бару (англ. "called to the bar") в Палаті лордів і засуджений до смерті. Він успішно оскаржив вирок, і покарання потім замінили на довічне ув'язнення. Генрі Сміт був поміщений у Лондонський Тауер до 1664 року і, як правило, вказують, що він помер у Лондонському Тауері. Але він, ймовірно, залишив в'язницю до листопада 1666 року, оскільки його ім'я не фігурує в списку тридцяти восьми в'язнів, що відбували там покарання в той час.
Він брав участь у Відновленному парламенті-охвісті  на посаді рекрутера в 1659 році.
Генрі Сміт був доставлений на острів Джерсі. Він опинився в Старому замку (Мон-Оргёйль) на острові Джерсі в лютому 1668, де він, як вважають, помер у 1668 році в замку-тюрмі Мон-Оргёйль.